# 07.07.07
 (janvier 2017).
Si vous disposez d'ouvrages ou d'articles de référence ou si vous connaissez des sites web de qualité traitant du thème abordé ici, merci de compléter l'article en donnant les références utiles à sa vérifiabilité et en les liant à la section « Notes et références ».
Albums de Nephew
Interkom Kom Ind
(2006) Danmark Denmark
(2009)
Singles
1. Hospital (feat. L.O.C.)
Sortie : 15 octobre 2007

07.07.07 est le second album live du groupe de rock danois Nephew enregistré au festival de Roskilde au Danemark le 7 juillet 2007. Il est sorti symboliquement le 7 novembre de la même année.
L'album contient des chansons tirées des deux précédents albums USADSB (2004) et Interkom Kom Ind (2006) mais aucune du premier opus Swimming Time (2000). L'album a été enregistré lors du Interkom Tour.
Hospital (feat. L.O.C.) est sorti en single pour promouvoir cet album. Cette version met en vedette le rappeur danois Liam O'Connor (aka L.O.C) qui rappe sur les parties vides de chant du morceau.
Enfin, l'album est vendu avec un inédit en 14e piste, qui n'est pas joué en live. Il s'agit du remix de la chanson The Way I Are de Timbaland, que le groupe a rencontré sur le plateau de MTV à Londres en 2006. Des samples des chansons Igen Og Igen Og et Mexico Ligger I Spanien ont été utilisés pour le remix.

## Liste des titres
| No  | Titre                      | Durée |
| --- | -------------------------- | ----- |
| 1.  | Intro / Bazooka            | 9:33  |
| 2.  | Science Fiction & Familien | 4:53  |
| 3.  | Superliga                  | 3:48  |
| 4.  | First Blood Harddisc       | 5:26  |
| 5.  | Blå & Black                | 3:49  |
| 6.  | Movieclip                  | 4:49  |
| 7.  | USA DSB                    | 4:06  |
| 8.  | T-Kryds                    | 6:55  |
| 9.  | Igen Og Igen Og            | 5:54  |
| 10. | Mexico Ligger I Spanien    | 5:12  |
| 11. | Worst / Best Case Scenario | 8:13  |
| 12. | Hospital (feat. L.O.C.)    | 5:25  |
| 13. | En Wannabe Darth Vader     | 6:10  |

| Piste bonus | Piste bonus                                    | Piste bonus | Piste bonus | Piste bonus | Piste bonus | Piste bonus | Piste bonus | Piste bonus | Piste bonus |
| No          | Titre                                          | Durée       |             |             |             |             |             |             |             |
| ----------- | ---------------------------------------------- | ----------- | ----------- | ----------- | ----------- | ----------- | ----------- | ----------- | ----------- |
| 14.         | The Way I Are (feat. Timbaland vs.Keri Hilson) | 3:48        |             |             |             |             |             |             |             |
| 77:31       |                                                |             |             |             |             |             |             |             |             |

Note
- Les pistes 1, 3, 5, 6, 7, 11 et 13 sont tirées de USA DSB.
- Les pistes 2, 4, 8, 9, 10 et 12 sont tirées de Interkom Kom Ind.
- La piste 14 est inédite et n'est pas un live.